# کاربردهای نقره در پزشکی
کابردهای پزشکی نقره شامل بانداژ کردن زخم و کرم و پوشش آنتی‌بیوتیکی با استفاده از دستگاه‌های پزشکی است. بانداژ زخم که شامل سولفادیازین نقره یا نانومواد نقره است، می‌تواند برای درمان عفونت‌های بیرونی استفاده شود. شواهد نشان می‌دهد که پوشش‌های نقره ای روی لوله‌های تنفسی داخل تراشه می‌تواند بروز سینه‌پهلو (ذات الریه) مرتبط با دستگاه تنفس مصنوعی را کاهش دهد. شواهد آزمایشی وجود دارد که نشان می‌دهد استفاده از کاتترهای ثابت آلیاژ نقره برای کاتتریزاسیون کوتاه‌مدت خطر عفونت‌های مجاری ادراری اکتسابی از کاتتر را کاهش می‌دهد.
نقره به‌طور کلی سمی نیست و انتظار خطر زیادی نیز برای نقره در پزشکی انتظار نمی‌رود. محصولات پزشکی جایگزین مانند نقره کلوئیدی بی خطر یا مؤثر نیستند.
در سال ۲۰۱۸ تحقیقاتی درباره درمان کردن مشکلات سیستم اعصاب انجام شد. آزمایش‌های زیادی نشان می‌دادند که اگر داروها را با نانوذرات نقره مخلوط کنیم، اثرات بهتری خواهیم دید. از دیگر نتایج این آزمایش‌ها این بود که  مخلوط  داروها با نانوذرات نقره فعالیت ضد باکتریایی آنها را افزایش می دهد.

## نحوه کار
نقره و بیشتر ترکیبات نقره دارای اثر الیگودینامیک هستند و برای باکتری‌ها، جلبک‌ها و قارچ‌ها در شرایط آزمایشگاهی سمی به حساب می‌آید. اثر ضد باکتریایی نقره به یون نقره بستگی دارد. تأثیر ضد عفونی کنندگی نقره به یون نقره فعال بیولوژیکی بستگی دارد. (Ag+
) اثر ضد باکتریایی نقره در حضور میدان الکتریکیافزایش می‌یابد. زمان زیادی از کشف این اثر گذشته‌است. اعمال یک جریان الکتریکی در الکترودهای نقره باعث افزایش اثر آنتی‌بیوتیکی در آند می‌شود که احتمالاً به دلیل آزاد شدن نقره در کشت باکتریایی است. عمل ضد باکتری الکترودهایی که با نانوساختارهای نقره پوشش داده شده‌اند، در حضور میدان الکتریکی بسیار بهبود می‌یابد.
نقره به عنوان یک ضد عفونی کننده موضعی استفاده می‌شود. به این صورت که با بعضی باکتری‌ها برای از بین بردن باکتری‌های دیگر، مشارکت می‌کند. لازم است ذکر شود که نقره همان باکتری‌ها را از بین خواهد برد؛ بنابراین باکتری‌های مرده ممکن است منبع نقره برای از بین بردن باکتری‌های مزاحم باشند.

## مصارف پزشکی

### کرم آنتی باکتریال
سولفادیازین نقره (SSD) یک آنتی‌بیوتیک موضعی است که در سوختگی‌های جزئی و وسیع برای جلوگیری از عفونت استفاده می‌شود. این ماده در دهه ۱۹۶۰ کشف شد. و برای چندین دهه به عنوان یک ضد میکروب موضعی کاملاً استاندارد برای زخم‌های سوختگی به‌شمار می‌رفت.
با این حال بررسی‌های سازماندهی شده در سال‌های ۲۰۱۴، ۲۰۱۷ و ۲۰۱۸ نشان می‌دهند که درمان‌های مدرن‌تر، نتایج بهتری را برای بهبود زخم و پیشگیری از عفونت نسبت به سولفادیازین نقره نشان می‌دهند و وجود نقره تأثیر زیادی نمی‌گذارد. و دیگر سولفادیازین نقره به‌طور کلی توصیه نمی‌شود.
این دارو در فهرست داروهای ضروری سازمان جهانی بهداشت، از ایمن‌ترین و مؤثرترین داروهای مورد نیاز در سلامت و بهداشت به‌شمار می‌رود. سازمان غذا و داروی ایالات متحده (FDA) تعدادی از داروهای سولفادیازین نقره را برای درمان سوختگی‌های درجه دو و درجه سه تأیید کرده‌است.

### پانسمان

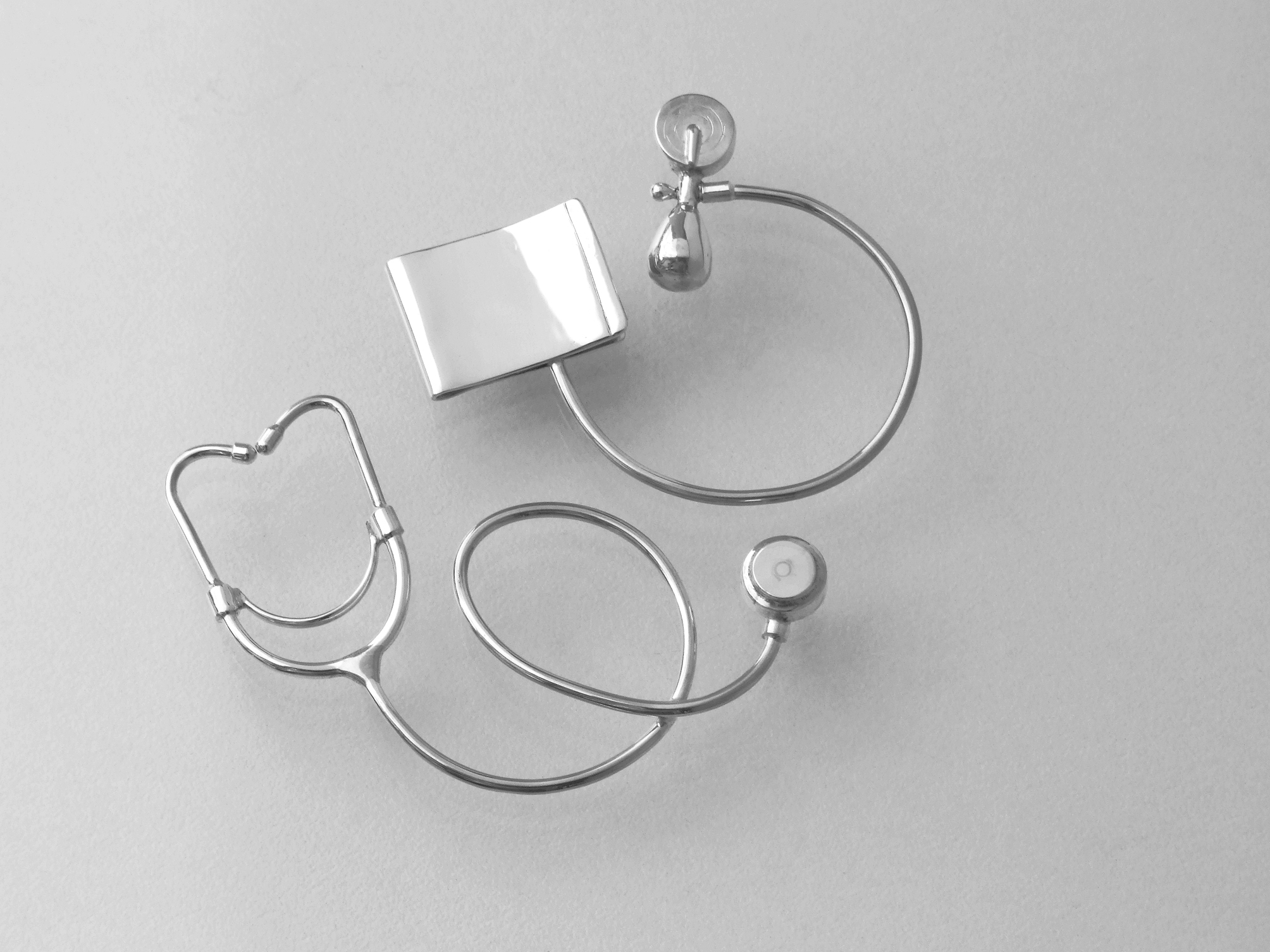
کاربرد در وسایل پزشکی

بررسی‌های بنیاد همیاری کاکرین در سال ۲۰۱۸ نشان داد که پانسمان‌های حاوی نقره می‌تواند زخم‌های در سیاهرگ پا را بهبود ببخشد. یک تحلیل دقیق در سال ۲۰۱۷ از مطالعات بالینی در طی سالهای ۲۰۰۰–۲۰۱۵ به این نتیجه رسید که «اساس شواهد برای کارکرد نقره در زخم به طور قابل توجهی موثر تر از آنچه در بحث علمی فعلی درک می‌شود، می‌باشد». اگر استفاده از آن به صورت انتخابی و کوتاه‌مدت باشد، نقره دارای اثرات ضد میکروبی خواهد بود و کیفیت زندگی را بهبود می‌بخشد و بسیار مقرون به صرفه خواهد بود. یک مجموعه داده در سال ۲۰۱۴ حاصل شده از یک فراتحلیل به این نتیجه رسید که با استفاده از پانسمان‌های نقره در زمان صرفه جویی خواهد شد. همچنین می‌تواند منجر به صرفه جویی هزینه‌ها در مقایسه با پانسمان‌های بدون نقره بشود. همچنین مشخص شد بیمارانی که با پانسمان‌های حاوی نقره درمان شده‌اند، در مقایسه با بیمارانی که با پانسمان‌های غیر نقره ای درمان شده‌اند، میزان کارکرد بهتری در بهبود زخم‌هایشان داشته‌اند. یک فراتحلیل در سال ۲۰۱۳ از کارآزمایی‌های تصادفی‌سازی و کنترل‌شده «شواهد آماری قابل‌توجهی» را برای حمایت از استفاده از پانسمان نقره‌ای در درمان زخم‌های وریدی پا پیدا کرد.
سازمان غذا و داروی ایالات متحده (FDA) تعدادی از پانسمان‌های زخم حاوی نقره را به عنوان یک ضد باکتری به رسمیت شناخته‌است. اگرچه، پانسمان‌هایی که شامل نقره هستند ممکن است باعث ایجاد لک و در برخی موارد احساس سوزن سوزن شدن شوند.

### اشعه ایکس
صفحات تصویربرداری نقره هالید که از اشعه ایکس استفاده می‌کنند، شاخص تصویربرداری قبل از ورود تکنیک‌های دیجیتال بودند. این روش اساساً مانند سایر فیلم‌های عکاسی نقره هالید عمل می‌کنند. همچنین استفاده از اشعه ایکس بسیار ساده است و تنها چند دقیقه طول می‌کشد. این روش به ویژه در کشورهای در حال توسعهبه دلیل دقت و مقرون به صرفه بودن محبوبیت خود را حفظ کرده‌است. در کشورهای درحال توسعه فناوری اشعه ایکس دیجیتال در دسترس نیست

### استفاده‌های دیگر
ترکیبات نقره در بهبود خارج از بدن به عنوان ضد عفونی کننده استفاده می‌شود، از جمله ترکیب‌های نیترات و پروتئینات نقره که می‌تواند در غلظت رقیق به عنوان قطره چشم برای جلوگیری از قرمزی چشم در نوزادان استفاده شود. در پوست انسان نیز نیترات نقره به شکل چوب جامد به عنوان ماده سوز آور ("سودآور قمری") برای درمان برخی بیماری‌های پوستی مانند میخچه و زگیل استفاده می‌شود.

## اثرات نامطلوب
میزان سمی بودن نقره کم است، اما بدن انسان هیچ فایده زیستی برای نقره ندارد و زمانی که نقره استنشاق، بلع، تزریق یا استفاده موضعی می‌شود، نقره به صورت برگشت‌ناپذیر در بدن، به ویژه در پوست متراکم می‌شود و استفاده زیاد همراه با قرار گرفتن در معرض نور خورشید می‌تواند منجر به یک وضعیت وخیم به نام آرگیریا می‌شود. بیماری که در آن پوست بدن، آبی یا خاکستری آبی می‌شود. آرگیریا موضعی می‌تواند در نتیجه استفاده موضعی از کرم‌های حاوی نقره رخ دهد، در حالی که مصرف، استنشاق یا تزریق می‌تواند منجر به آرگیریا در کل بدن شود. با لیزر می‌توان این بیماری را درمان نمود ولی بسیار خطرناک است و نیاز به بیهوشی کامل دارد. یک درمان لیزری مشابه نیز که به نام آرژیروز شناخته شده‌است برای پاک کردن ذرات نقره از چشم استفاده شده‌است. آژانس ثبت مواد سمی و بیماری‌ها (ATSDR) آرگیریا را به عنوان یک «معضل آرایشی» توصیف می‌کند.
یکی از موارد آرگیریا که در سال ۲۰۰۸ مورد توجه عموم قرار گرفت، مردی به نام پل کاراسون بود که در برنامه " امروز " NBC حاضر شد. او پوستش به دلیل استفاده از نقره کلوئیدی که برای درمان درماتیت خود در طول بیش از ۱۰ سال انجام می‌داد به رنگ آبی درآمده بود. کاراسون در سال ۲۰۱۳ در سن ۶۲ سالگی بر اثر حمله قلبی درگذشت. مثال دیگر، استن جونز، سیاستمدار مونتانا است که مصرف نقره کلوئیدی، اقدامی بود که خودش به خودش تجویز کرده بود.
نقره گاهی برای برخی از افراد موجب بروز حساسیت می‌شود و مصرف نقره در وسایل پزشکی و درمان‌ها و پانسمان‌ها برای این‌گونه افراد ممنوع است. با اینکه دستگاه‌های پزشکی حاوی نقره به‌طور گسترده در بیمارستان‌ها مورد استفاده قرار می‌گیرند، ولی هنوز هیچ آزمایش خوبی برای استاندارد کردن این محصولات انجام نشده‌است.

## تصفیه آب
محلول الکترولیتی نقره به عنوان عاملی برای ضد عفونی کردن آب استفاده می‌شود. به عنوان مثال، در منابع آب آشامیدنی ایستگاه مداری میر روسیه و ایستگاه فضایی بین‌المللی از محلول الکترولیتی نقره استفاده می‌شود. بسیاری از بیمارستان‌های جدید آب گرم را از طریق فیلترهای مسی نقره ای برای درمان لژیونلا تأمین می‌کنند. : 29 سازمان جهانی بهداشت (WHO) دو روش را برای ضدعفونی کردن آب به رسمیت شناخته‌است. نقره را در حالت کلوئیدی که با الکترولیز الکترودهای نقره در آب تولید می‌شود و نقره کلوئیدی که در فیلترهای آب تولید می‌شود. افزون بر این روش‌ها، یک سیستم جداسازی سرامیکی پوشیده شده با ذرات نقره توسط Ron Rivera از Potters for Peace ایجاد شده‌است و در کشورهای در حال توسعه برای ضدعفونی آب استفاده می‌شود (در این دستگاه نقره رشد میکروب را بر روی بستر فیلتر مهار می‌کند تا از گرفتگی جلوگیری کند.

## طب جایگزین
نقره کلوئیدی (کلوئیدی متشکل از ذرات نقره که در مایع معلق شده‌اند) و فرمول‌های حاوی نمک‌های نقره توسط پزشکان در اوایل قرن بیستم مورد استفاده قرار می‌گرفت، اما با توسعه یافتن آنتی‌بیوتیک‌های مدرن، استفاده از آنها تا حد زیادی در دهه ۱۹۴۰ متوقف شد. از حدود سال ۱۹۹۰، استفاده مجدد نقره کلوئیدی به عنوان یک مکمل غذایی رواج یافت، با وجود اینکه آن یک مکمل معدنی ضروری است، یا اینکه می‌تواند از بیماری‌های متعددی مانند سرطان، دیابت ،آرتریت، HIV / AIDS، تبخال، و سل پیشگیری یا درمان کند، به بازار عرضه شد. اما با این حال هیچ شواهد پزشکی مبنی بر اینکه نقره کلوئیدی دارای این تأثیرات مخرب است، وجود ندارد. نقره یک ماده معدنی ضروری در انسان نیست. هیچ پیش‌نیاز غذایی هم برای نقره وجود ندارد، و از این رو، چیزی به عنوان «کمبود» نقره در بدن وجود ندارد. اما باید بدانیم که تأثیر نقره به صورت صد درصد نیست و نمی‌توان گفت که تا چه اندازه مورد تأیید است. شاید بتواند عوارضی مثل بیماری آرگیریا ایجاد کند.
در آگوست ۱۹۹۹، FDA ایالات متحده، به فروشندگان نقره کلوییدی اخطار داد که هیچ اظهار نظری دربارهٔ اثر پیشگیری یا درمان آن نداشته باشند، اگرچه محصولات حاوی نقره همچنان به عنوان مکمل‌های غذایی در ایالات متحده تحت استانداردهای نظارتی ضعیفی که برای مکمل‌ها اعمال می‌شود، توصیه می‌شوند. FDA نامه‌های پر از اخطار به سایت‌های اینترنتی صادر کرد که به تبلیغ نقره کلوئیدی به عنوان یک آنتی‌بیوتیک یا سایر اهداف پزشکی ادامه دادند. علیرغم تلاش‌های FDA، محصولات حاوی نقره بسیار فراگیر شده‌اند. بررسی وب‌سایت‌هایی که اسپری‌های بینی حاوی نقره کلوئیدی را تبلیغ می‌کنند، نشان می‌دهد که اطلاعات مربوط به اسپری‌های بینی حاوی نقره در اینترنت گمراه‌کننده و غلط است. نقره کلوئیدی در برخی از لوازم آرایشی موضعی و همچنین برخی از خمیردندان‌ها به فروش می‌رسد که توسط FDA به عنوان لوازم آرایشی تأیید شده‌است (به غیر از مواد تشکیل دهنده دارویی که ادعاهای پزشکی دارند). بازاریابی با استفاده از این ماده با ادعای اینکه در پیشگیری سرطان تأثیر دارد غیرقانونی است. و در برخی از حوزه‌های قضایی فروش نقره کلوئیدی برای مصرف غیرقانونی است.
در سال ۲۰۰۲، اداره کالاهای درمانی استرالیا (TGA) دریافت که نقره کلوئیدی هیچ کاربرد پزشکی ندارد و نمی‌تواند بازاریابی مطلوب را به دست آورد. در سال ۲۰۰۹، USFDA یک هشدار در مورد اثرات نامطلوب قدرتمند نقره کلوئیدی صادر کرد و گفت که "... هیچ داروی تجویزی یا بدون نسخه (OTC) حاوی نقره که توسط آنها مصرف شود، به صورت قانونی در بازار وجود ندارد " Consumer Reports نقره کلوئیدی را به عنوان «مکملی که باید اجتناب شود» فهرست می‌کند و آن را «احتمالاً ناایمن» توصیف می‌کند. لس آنجلس تایمز بیان کرد که «نقره کلوئیدی به عنوان یک داروی درمان، کلاهبرداری با سابقه ای طولانی است، و لات‌ها ادعا می‌کنند که می‌تواند سرطان، ایدز، سل، دیابت و بسیاری از بیماری‌های دیگر را درمان کند.»

## تاریخچه
بقراط در یادداشت‌های خود در مورد محافظت از زخم به وسیله نقره صحبت کرده‌است. در ابتدای قرن بیستم، جراحان به‌طور معمول از بخیه‌های نقره ای برای کاهش خطر عفونت استفاده می‌کردند. در اوایل قرن بیستم، پزشکان از قطره‌های حاوی نقره برای درمان مشکلات چشمی، برای عفونت‌های مختلف، و گاهی اوقات به صورت داخلی برای بیماری‌هایی مانند سوِء جدب گوارشی گرمسیری، صرع، سوزاک و بیماری‌های سرماخوردگی استفاده می‌کردند. در طول جنگ جهانی اول، سربازان از ورق نقره برای درمان زخم‌هایی که عفونی و عمیق‌تر شده بودند، استفاده می‌کردند.
در دهه ۱۸۴۰، بنیانگذار متخصص زنان، جی. ماریون سیمز، سیم نقره‌ای را که مد جواهرسازی بود، به عنوان بخیه در جراحی زنان به کار برد. این روش در مقایسه با روش‌هایی که پیشینیان از آن استفاده می‌کردند، روش مطلوب و کارآمد تری بود. در این روش از ابریشم استفاده می‌شد.
قبل از اینکه نحوه کار با آنتی‌بیوتیک‌های مدرن شناخته بشود، کلوئید نقره برای کشتن میکروب‌ها و ضد عفونی کردن استفاده می‌شد. با توسعه آنتی‌بیوتیک‌های مدرن در دهه ۱۹۴۰، استفاده از نقره به عنوان یک روش ضد میکروبی کاهش یافت. سولفادیازین نقره (SSD) ترکیبی حاوی نقره و آنتی‌بیوتیک سدیم سولفادیازین است که در سال ۱۹۶۸ ساخته شده‌است.

## هزینه
سازمان خدمات بهداشتی ملی بریتانیا در سال ۲۰۰۶ حدود ۲۵ میلیون پوند برای پانسمان‌های حاوی نقره هزینه کرد. در ۱۴ درصد از پاسمان‌ها از نقره استفاده می‌شود. کما اینکه حدود ۲۵ درصد هزینه‌های پانسمان زخم نیز از نقره ناشی می‌شود.
در مورد ضررهای زیست‌محیطی مؤثر نانومواد نقره تولید شده در مصارف پزشکی نگرانی‌هایی وجود دارد. این مواد در محیط رها می‌شوند. این کارها می‌تواند بر روی عملکرد میکرو ارگانیسم‌هایی که در خاک وجود دارد، تأثیر منفی بگذارد.